# Amadeus van Aosta
Amedeo Umberto Isabella Lodewijk Filips Maria Jozef Johannes van Savoye, 3e hertog van Aosta (Turijn, 21 oktober 1898 - Nairobi, 3 maart 1942), was een prins uit het huis Savoye, de derde hertog van Aosta en hertog van Apulië.
Hij was de oudste zoon van Emanuel, 2e hertog van Aosta en Hélène van Orléans. Zijn grootvader was als Amadeus I een korte tijd koning van Spanje. Zijn overgrootvader was koning Victor Emanuel II van Italië.
Al op jonge leeftijd vatte Amedeo een liefde op voor Afrika. Zijn moeder ging er vaak heen om redenen van gezondheid. Zijn oom Lodewijk Amadeus van Savoye, ondernam talloze onderzoeksreizen naar Oeganda en vertelde zijn neef daar uitgebreid over.
Tijdens de Eerste Wereldoorlog vocht Amedeo in de Italiaanse artillerie. Na de oorlog nam hij ontslag uit het leger en reisde hij met zijn oom voor de eerste maal naar Afrika. In 1923 keerde hij terug naar Italië, waar hij zijn militaire loopbaan weer oppakte, in 1926 zijn vliegbrevet haalde en diende in het Italiaanse leger. Na de dood van zijn vader, in 1931, kreeg hij de titel Hertog van Aosta.
In 1932 nam hij als kolonel dienst in de Regio Aeronautica, de Italiaanse luchtmacht, en werd hij commandant van de vliegbasis in Gorizia. Op 1 mei 1933 werd hij bevelhebber van het 4e Jagers, bestaande uit groep IX en X. Groep IX werd later Campoformido, die aan de wieg stond van het Italiaanse stuntvliegen.
Nadat Italië in 1936 Ethiopië bezet had, na de Tweede Italiaans-Ethiopische Oorlog, werd Amedeo benoemd tot gouverneur van  Italiaans-Oost-Afrika en vicekoning van Ethiopië. Hij voerde tijdens de Tweede Wereldoorlog ook de Italiaanse troepen aan die in Oost-Afrika strijd leverden met de geallieerden. In 1941 werden die troepen in de Slag van de Amba Alagi verslagen. 
Amedeo werd door de geallieerden krijgsgevangen gemaakt en stierf aan tuberculose in een gevangenkamp in Nairobi. Zijn broer Aimone volgde hem op als hertog van Aosta.

## Huwelijk en kinderen
Op 5 november 1927 trouwde hij met zijn nicht Anne van Orléans. Ze kregen twee dochters:
- Margaritha (1930-2022), getrouwd met Robert van Oostenrijk-Este en de moeder van aartshertog Lorenz, de man van prinses Astrid van België
- Maria Christina (1933)